# Enneboeus glaber
Enneboeus glaber is een keversoort uit de familie Archeocrypticidae. De wetenschappelijke naam van de soort is voor het eerst geldig gepubliceerd in 1933 door Carter.